# Данілов Дмитро Дмитрович
Дмитро́ Дмитрович Дані́лов — капітан Збройних сил України, учасник російсько-української війни .

## Життєпис
Родом з Кремінної . Долучився до війська в 2019 році. Захищав Київ у перші дні повномасштабного вторгнення, пізніше — Бахмутський та Сіверський напрямки . 

## Нагороди
- Срібний Хрест
- лрден Богдана Хмельницького ІІІ ступеня [1]
- відзнака "За зразкову службу" [3]
- відзнака  "За оборону України" [4]